# Aulops alpina
Espèce
Aulops alpina, la Panorpe alpine, est une espèce d'insectes de la famille des Panorpidae, la famille des « mouches scorpions » ou panorpes.
Synonyme
- Panorpa alpina

## Sous-espèces
- Aulops alpina alpina (Rambur 1842)
- Aulops alpina antiporum (Nagler 1968)
- Aulops alpina pseudoalpina (Nagler 1970)
- Aulops alpina pura (Klapálek 1906)
- Aulops alpina susteri (Nagler 1970)